# Анархический манифест

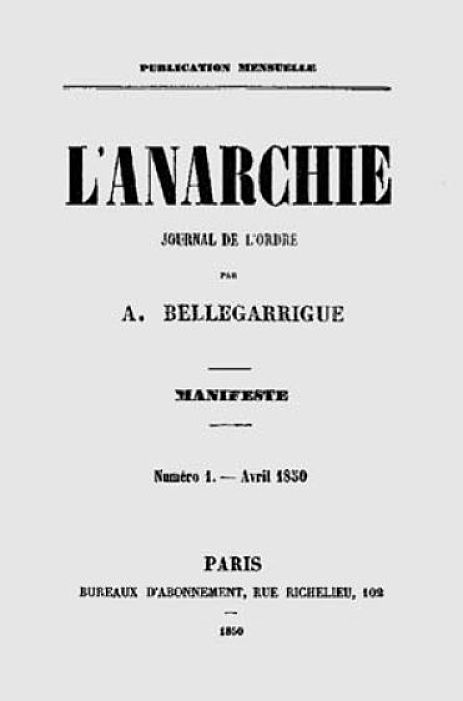
Обложка издания 1850 года

«Анархи́ческий манифе́ст» (или «Пе́рвый мирово́й анархи́ческий манифе́ст») — работа Ансельма Бельжарри, которая является первым манифестом анархизма. Он был написан в 1850 году, спустя десять лет после того, как Пьер-Жозеф Прудон в своём программном сочинении «Что такое собственность?» впервые в истории провозгласил себя анархистом. Вышел в первом номере самиздата «Anarchie, Journal de l’Ordre». На английский язык манифест был переведён Полом Шарки и переиздан в 2002 году Kate Sharpley Library как 42-страничная брошюра с вступительным словом редактора Anarchist Studies Шарифа Джеми об историческом контексте манифеста.

## Публикации
- Anselme Bellegarrigue, Manifeste de l’Anarchie Архивная копия от 3 ноября 2011 на Wayback Machine, L’Anarchie, Journal de l’Ordre, Issue 1, April 1850.
- Bellegarrigue, Anselme (2002). Anarchist Manifesto. London: Kate Sharpley Library[англ.]. ISBN 978-1-873605-82-0.